# Aqeela Asifi
Aqeela Asifi est une enseignante afghane connue pour avoir mis en place une école dans le camp de réfugiés de Kot Chandana au Pakistan.
En 1992, alors qu'elle a 26 ans, Aqeela Asifi quitte son pays en guerre et trouve refuge dans le camp pakistanais de Kot Chandana. Constatant l'absence de structure éducative pour les enfants du camp, elle met alors en place une école sous une tente avec une vingtaine d'élèves réfugiés.
En 2015, elle reçoit le prix Nansen attribué par le Haut Commissariat des Nations unies pour les réfugiés. Elle utilisera l'argent de ce prix pour construire une bibliothèque, un laboratoire et deux salles de classe pour l'école.
En 2020, le nombre total de jeunes filles ayant étudié à l'école mise en place par Aqeela Asifi est de plus d'un millier.